# Big Pun
Big Pun, diminutif de Big Punisher, de son vrai nom Christopher Lee Rios (né le 10 novembre 1971 à New York et mort le 7 février 2000 à White Plains), est un rappeur américain d'origine portoricaine actif dans les années 1990. Il apparaît la première fois sur des albums des Beatnuts et de Fat Joe avant de signer sur le label Loud Records. La carrière de Big Pun fut stoppée net par une crise cardiaque due à son obésité. Il a laissé derrière lui une épouse, Liza Rios (rencontrée au lycée), et trois enfants. Big Pun se popularise dans la scène hip-hop underground du Bronx à la fin des années 1990. 
Il est considéré par la presse spécialisée comme l'un des meilleurs rappeurs internationaux. About.com le classe 25e dans sa liste des 50 meilleurs MCs de tous les temps, et MTV2 le classe 11e dans sa liste des « 22 meilleurs rappeurs ».

## Biographie

### Jeunesse
Né et élevé dans le Bronx,, Christopher Rios est d'origine portoricaine. Il grandit en pratiquant le basket-ball, la boxe et d'autres sports. À l'âge de cinq ans, il se casse la jambe dans un parc municipal de Manhattan et intente plus tard un procès contre la ville de New York. Une enfance difficile (toxicomanie de sa mère, mort de son père, violence de son beau-père) le rend, d'après les déclarations de sa grand-mère, très colérique et auto-destructeur. À l'âge de 15 ans, il abandonne l'école et, pendant un temps, squatte des immeubles abandonnés ou dort chez des amis.

### Débuts (1992–1995)
Dans les années 1980, Big Pun commence à écrire des paroles, formant le Full-A-Clips Crew avec Triple Seis, Cuban Link (qui s'appelait à l'époque Lyrical Assassin), Prospec et Lil Punisha. À cette époque, Big Pun utilise le nom de Big Moon Dawg. Il rencontre son compatriote Fat Joe en 1995 et fait ses débuts commerciaux sur le deuxième album de Fat Joe, Jealous Ones Envy. Plus tard, le morceau I'm Not a Player est accompagné par une importante campagne publicitaire et est devenu une référence du genre. Le remix, Still Not a Player (avec Joe), sera le premier vrai tube de Big Pun.

### Capital Punishment(1996–1998)
En 1996, Big Pun commence l'enregistrement de son premier album Capital Punishment. En 1997, le partenaire du producteur Knobody, Sean C, profite de son nouveau rôle de A&R au label Loud Records pour publier les chansons de Big Pun. Impressionné, le rappeur recrute Knobody pour remixer I'm Not a Player. La chanson remixée, en featuring avec Joe et intitulée Still Not a Player, devient le premier hit de Big Pun chez un label major et la meilleure chanson produite par Knobody. Le premier album de Big Pun, Capital Punishment suit en 1998, et devient le premier album d'un artiste latino à être certifié disque de platine par la RIAA,, et atteint la 5e place du Billboard 200. Capital Punishment est également nommé pour un Grammy.

### Terror Squad
Big Pun rejoint ensuite le groupe Terror Squad, fondé par Fat Joe et basé à New York. En 1999, publie leur premier album The Album. Ce n'est pas un succès commercial mais l'album est plutôt bien accueilli par la critique.

### Décès
En dépit de son adolescence sportive, Big Pun lutte contre son poids pendant la majeure partie de sa vie ; celui-ci oscille entre 200 et 310 kg. Sur les conseils de Fat Joe, il s'inscrit à un programme de perte de poids à l'Université Duke en Caroline du Nord, où il perdra près de 36 kg (80 lb), mais il arrêta le régime avant la fin, retournant à New York et regagnant le poids qu'il avait perdu.
Le 7 février 2000, Pun succombe d'une crise cardiaque foudroyante alors qu'il est en famille au Crowne Plaza Hotel de White Plains. Le décès de Pun est annoncé à l'hôpital. Au jour de sa mort, il avait atteint son poids maximum de 311 kilos. Il est inhumé le lendemain. Big Pun laisse derrière lui son épouse, Liza, et leurs trois enfants, Amanda (née en 1991), Vanessa (née en 1993), et Christopher Jr. (né en 1994).

## Affaires judiciaires
Le 8 septembre 1998, Fat Joe et Big Pun sont arrêtés pour voies de fait pour avoir frappé un homme avec une batte de baseball et volé sa chaîne en or le 14 juin 1998.

## Travaux posthumes
Son deuxième album, Yeeeah Baby, terminé avant sa mort, est publié le 4 avril 2000. Il atteint la troisième position du Billboard 200, et est certifié disque d'or seulement trois mois après sa sortie. Une compilation posthume, Endangered Species est publiée en avril 2001, et rassemble une partie des plus grands succès de Big Pun, ainsi que certains titres inédits. Comme avec ses autres albums, il fait également une pointe dans le top 10 du Billboard, atteignant la septième place, mais ne se vend pas aussi bien que les albums précédents. 
Big Punisher a participé avec Fat Joe à Duets: The Final Chapter, un album de chansons en featuring avec Notorious B.I.G., également décédé. Le titre Get Your Grind On débute avec une interview avec Big Pun dans laquelle il explique avoir chanté avec Biggie aux portes du paradis. Punisher a également participé au second album de Terror Squad, True Story au titre Bring 'Em Back avec Big L. Sony Music Entertainment prévoyait la publication d'un second album posthume avec des chansons inédites, mais le projet est reporté par Sony.

## Discographie

### Albums studio
- 1998 : Capital Punishment
- 2000 : Yeeeah Baby

### Compilation
- 2001 : Endangered Species

### Album posthume
- 2014 : Bronx Legends Never Die[20]

### Singles
- 1997 : I'm Not a Player – extrait de l'album Capital Punishment
- 1998 : Still Not a Player (featuring Joe) – extrait de l'album Capital Punishment
- 1998 : You Came Up (featuring Noreaga) – extrait de l'album Capital Punishment
- 2000 : It's So Hard (featuring Donell Jones) – extrait de l'album Yeeeah Baby
- 2000 : 100% (featuring Tony Sunshine) – extrait de l'album Yeeeah Baby
- 2001 : How We Roll (featuring Ashanti) – extrait de l'album Endangered Species

### Avec Terror Squad
- 1999 : The Album
- 2004 : True Story